# I tre moschettieri (film 1973 Hanna e Barbera)
I tre moschettieri (The Three Musketeers) è un mediometraggio d'animazione televisivo del 1973 prodotto e diretto da William Hanna e Joseph Barbera. Basato sull'omonimo romanzo del 1844 di Alexandre Dumas padre, il film fu prodotto dalla divisione australiana della Hanna-Barbera Productions per il ciclo Famous Classic Tales della CBS, dove fu trasmesso il 23 novembre 1973. Nel 1968 la Hanna-Barbera aveva prodotto un'omonima serie animata, con cui il film non ha collegamenti.

## Trama
Nel 1625 il giovane D'Artagnan lascia la sua famiglia in Guascogna e si reca a Parigi per unirsi ai moschettieri del re. Vicino a Parigi viene infastidito da un gruppo di mercenari con cui inizia a duellare. Ad aiutarlo arrivano i tre moschettieri Athos, Porthos e Aramis, e tutti e quattro riescono a sconfiggere facilmente i mercenari. In seguito i tre moschettieri portano D'Artagnan dal loro comandante de Tréville, che li incarica di addestrarlo. D'Artagnan conosce anche Costanza Bonacieux, amica dei moschettieri e damigella della regina Anna d'Austria.
Nel frattempo il cardinale Richelieu cerca delle prove per convincere il re Luigi XIII di un'alleanza tra la regina e il duca di Buckingham contro la Francia. Con questo proposito fa arrestare Costanza e la rinchiude nella Bastiglia per interrogarla. Quando D'Artagnan e i moschettieri lo vengono a sapere, escogitano un piano per introdursi nella prigione e liberarla. L'impresa riesce e D'Artagnan e Costanza si innamorano. Successivamente i moschettieri aiutano Buckingham a incontrare la regina; durante l'incontro Anna regala a Buckingham un cofanetto con dei puntali di diamanti che il re le aveva regalato a sua volta. Richelieu viene informato del fatto dalla sua spia, la contessa de Winter, e su suo consiglio il re chiede alla regina di indossare i diamanti per un imminente ricevimento.
I moschettieri, dopo aver salvato Costanza che era stata nuovamente rapita dagli uomini del cardinale, si offrono di riportare ad Anna i diamanti e partono per il castello de Winter, dove Buckingham sta partecipando a una festa organizzata dalla contessa. Mentre Athos, Porthos e Aramis vengono catturati dagli uomini di Richelieu, D'Artagnan riesce a raggiungere il duca e a farsi consegnare il cofanetto, ma quando lo porta alla regina lei si accorge che mancano due puntali, rubati dalla contessa. Mentre Costanza libera i moschettieri, D'Artagnan intercetta la carrozza della contessa e le porta via i puntali, che possono quindi essere indossati dalla regina al ricevimento. Al termine, Anna nomina D'Artagnan tenente dei moschettieri e congeda Costanza in modo che i due si possano sposare.

## Cast vocale
Il cast vocale originale è composto da:
- James Condon
- Barbara Frawley
- Neil Fitzpatrick
- Ron Haddrick
- Jane Harders
- John Martin
- Richard Meikle[1]

## Distribuzione

### Edizioni home video
Il film fu pubblicato in VHS in America del Nord nel 1987 dalla Worldvision Enterprises e nel 1989 dalla Turner Home Entertainment, mentre in Italia nel 1993 dalla Panarecord.